# 滝和祥
滝 和祥（たき かずよし、1968年9月14日 - ）は、日本のボーカリスト・ギタリスト。香川県出身。

## 概要
RUDEMODE、BAMBINO、THE SUN、スロウロリス、OVER/UNDER、NOHOZ、The Mazars,塩塚喜多&lot of joy他中山加奈子とのユニット、タキカナ、劇団☆新感線舞台出演、主題歌他、多数のアーティストのセッション、レコーディングに参加。 現在はLOJのボーカル/ギター。ソロとしても都内を中心に活動中。

## 来歴
- 1989年　RUDE MODE結成
  - Vo/G 滝和祥、G/坂本英城、B/青木豊、Dr/粂井宏昭※1995年よりDr/家田孝明
- 1998年　BAMBINO結成
  - Vo/G 滝和祥、B/芳賀勇　Dr/MAD大内
  - 後にBMGジャパンよりメジャー・デビュー
- 2000年　劇団☆新感線「阿修羅城の瞳」（再演）に「流しの滝次」役でTAKI名義で出演。
- 2001年　スロウロリス結成
  - 解散時のメンバーは　Vo/G 滝和祥、B/ナオタカ、Dr/竹村忠臣
- 2002年　劇団☆新感線「天保十二年のシェイクスピア」にTAKI名義でボーカル・ギターとして参加
- 2003年　劇団☆新感線「阿修羅城の瞳」（再々演）に出演。
- 2005年　東京モーターショー「自工会交通安全ソング募集コンクール」でスロウロリス「それでイイのかい？」がグランプリ受賞
  - ※後にこの楽曲はスロウロリスのアルバムに「タダそれがイイ！」と改名され収録
- 2007年　OVER/UNDER結成。Dr/MAD大内。同時期に約4年間interFMのパーソナリティ。
- 2009年　NOHOZ結成。
  - 解散時のメンバーはVo/G 滝和祥、G/中里つよし、B/サイトウシンタロウ、Dr/神西道郎
- 2014年　The Mazars結成
  - Vo/G 滝和祥、G/田村直希、B/青木義治
  - ※2018年よりB/吉永知史、Dr/森秀樹（SABBA）※滝以外のメンバーは元GAUCH!
- 2014年8月16日　京セラドームにてオリックス対ソフトバンク戦にて国家独唱。
- 2017年　劇団☆新感線「髑髏城の七人～season鳥」劇中歌「WE SAW THE LIGHT」担当。
- 2018年　劇団☆新感線「メタルマクベスdisk2」にギタリストとして出演。
- 2021年　塩塚喜多&lot of joy結成
  - Vo/G 滝和祥、G/田村直希、B/吉永知史、Dr/小泉”DORA“レイチェル
- 2020年　自身が全パート演奏、セルフレコーディングソロアルバム「浮浪唄」発売とツアー。
- 2024年　LOJ結成
  - Vo/G 滝和祥、G/田村直希、B/三賀勝稔、Dr/yumie

## 作品

### バンド
RUDE MODE
- 「佳境の宴 」1994年発売（DMプロ）
- 「ain‘t no mountain high enough 」1995年発売（DMプロ）
- 「一発！」1996年発売（DMプロ）

BAMBINO　　
- 「BAMBINISM」1997.11.8発売（Creola Records）
- 「Freekey 」1988.4.22発売（BMG JAPAN）
- 「Spicy Life 」1999.2.24発売（BMG JAPAN）
- 「1999」1999.2.24発売（BMG JAPAN）※「Spicy  Life」からのシングルカット

THE SUN
- 「magic way」2001年発売

スロウロリス
- 「HELLO MYSELF」2001.10発売（SALS RECORDS）
- 「Hello myself 」2002.4.4発売　（エンドアンドトラックス）
- 「メガネガロック 」2003.2.28発売（Song Bird）
- 「続！メガネガロック 」2003.9.12発売（Song Bird）
- 「新！メガネガロック」2004.7.7発売（Song Bird）
- 「 N.I.H 」2007年発売（猿山音楽工房）
- 「太陽イッちゃえよ！」2008.2.8発売（猿山音楽工房）
- 「NAKED MONSTER」2008.10発売（猿山音楽工房）
- 「太陽イッっちゃった！」DVD　2008.11発売（猿山音楽工房）
- 「THE LAST OF MEGANE ROCK」DVD　2009.5発売（猿山音楽工房）

OVER/UNDER
- 「Nakeds Are alight」2006年発売（Creola Records）
- 「TWO by NUMBERS」2007年発売（Creola Records）
- 「DOUBLE APOLOGIES」2008年発売（Creola Records）
- 「PLUS ALFA」2011年発売（Creola Records）
  - この作品はOVER/UNDER＋（オーバーアンダープラス）名義。ベースは石川俊克

NOHOZ
- 「Ecdysis」2010年発売（TIME AXIS music labo）
- 「Spirit coins」2011年発売（TIME AXIS music labo）
- 「野放図」2012.9.3発売（TIME AXIS music labo）

The Mazars
- 「ONE」2015.7.31発売（THE GOLDEN APART）
- 「TWO」2016.10.28発売（THE GOLDEN APART）
- 「THREE」2020.7.13発売（THE GOLDEN APART）

塩塚喜多&lot of joy
- 「Loj」2022.5.21発売（THE GOLDEN APART）
- 「LOJ SIDE-A」2022.10.29発売（THE GOLDEN APART）
- 「LOJ SIDE-B」2022.12.21発売（THE GOLDEN APART）

### ソロ
- 「Like A Flow River」TAKI　200年発売（Beat On Beat）
- 「素裸唄～ソラウタ」滝和祥　2017.9.14発売（THE GOLDEN APART）
- 「浮浪唄」滝和祥　2022.6.10発売（THE GOLDEN APART）

## 参加作品
- 1993年
  - 「SPIRITS OF 1993下北沢屋根裏7th ANNIVERSARY」（UK PROJECT）
    - RUDE MODE「Marmalade Sky」収録
- 1998年
  - テレビドラマ「GTO」オリジナルサウンドトラック
    - ギタリストとして参加
- 2002年
  - OVERMANキングゲイナー
    - シングル「キングゲイナー・オーバー!」C/W
      - ED「Can you feel my soul」秘密楽団マボロシ
- 「秘密楽団マボロシ」CD（Beat on Beat）
  - Vo/Gとして参加
- 2003年
  - 映画「Colors of life」に脚本協力として参加
- 2004年
  - SUPER EGG MACHINE「All Black or Nothing」（トイズファクトリー）CD収録曲「empty brains island 」
    - ギタリストとして参加
- 2006年
  - 湧口愛美「ケセラセラ」（SPEEDSTAR RECORDS）CD
    - ギタリストとして参加
- 2007年
  - 「岡崎司[WORKS]ベスト・オブ・ザ・劇団☆新感線」（Beat On Beat）CD
    - 「阿修羅上の瞳」劇中歌「殺戮の街角」「夢桜」（TAKI）
    - 「天保十二年のシェイクスピア」劇中歌「無常のうた」（TAKI）
- 2021年
  - 「岡崎司[WORKS]ベスト・オブ・ザ・劇団☆新感線 III」（Beat On Beat)CD
    - 「髑髏城の七人～season鳥」劇中歌「WE SAW THE LIGHT」（滝和祥）